# Élson
Élson, mit vollem Namen Élson Falcão da Silva (* 16. November 1981 in Conceição do Araguaia, PA), ist ein ehemaliger brasilianischer Fußballspieler.

## Karriere

### Brasilien
Der offensive Mittelfeldspieler begann beim Ituano FC mit dem Fußballspielen; 1999 stieg er in den Profikader des Vereins auf. In den Jahren 2000 und 2002 spielte Élson bei EC Vitória. Dazwischen war er wieder bei seinem Stammverein Ituano aktiv, zudem er 2003 abermals zurückkehrte. Im Jahr 2003 gelang dem Spieler der Sprung zu Palmeiras São Paulo.

### VfB Stuttgart und erneute Rückkehr nach Brasilien
Nachdem er dort bis 2004 überzeugende Leistungen gezeigt hatte, wurde er in der Winterpause der Saison 2004/05 vom VfB Stuttgart verpflichtet. In der Bundesliga konnte sich Élson allerdings nicht durchsetzen; bis 2005 bestritt er lediglich drei Partien. Darum wurde er am 31. August, unmittelbar vor Schließung der Transferliste, an den brasilianischen Verein AA Ponte Preta verliehen.
Zwischen Juli 2006 und Juli 2007 spielte Élson bei Cruzeiro Belo Horizonte, wohin er ebenfalls vom VfB Stuttgart ausgeliehen war. Im Sommer 2007 verlieh der VfB den Spieler bis zur Winterpause an den brasilianischen Verein Goiás EC. Um sich fit zu halten, trainierte Élson nach seiner Rückkehr mit der zweiten Mannschaft des VfB. Im August 2008 kehrte der Spieler überraschend in den Profikader des VfB zurück. Am 18. Oktober 2008 kam Élson gegen Hertha BSC zu seinem Bundesliga-Comeback, nachdem er zuvor letztmals am 21. Mai 2005 in der höchsten deutschen Spielklasse am Ball war. Sein erstes Bundesligator erzielte Élson am 1. März 2009, als er beim 2:0-Derbysieg des VfB beim Karlsruher SC den ersten Treffer beisteuerte. Im darauf folgenden Heimspiel des VfB gegen Borussia Dortmund erzielte Élson das 43000. Tor der Bundesligageschichte.
Seinen ersten Doppelpack erzielte Élson am 15. August 2009 im Heimspiel gegen den SC Freiburg, wo ihm unter anderem ein Tor aus circa 35 Metern gelang. Am 10. April 2009 verlängerte Élson seinen Vertrag beim VfB Stuttgart bis Ende Juni 2011.

#### Hannover 96
Am 1. Februar 2010 verlieh der VfB Élson bis zum Ende der Saison 2009/10 an Hannover 96. Trotz Verletzungen, aufgrund derer er nur insgesamt sieben Spiele für 96 bestreiten konnte, hatte er dennoch großen Anteil am Klassenerhalt von Hannover. Am 25. Spieltag jener Saison erzielte Élson mit dem zwischenzeitlichen 1:0 beim SC Freiburg einen der wichtigsten Treffer für seine Mannschaft. Am Ende siegte Hannover mit 2:1 und somit konnten die Niedersachsen nach zuvor 9 Niederlagen bzw. 13 Spielen ohne Sieg den ersten Bundesligaerfolg feiern. Es war außerdem der erste Erfolg seit dem Tod von Robert Enke am 10. November 2009.

#### Erneute Rückkehr zum VfB Stuttgart
Nach Ende der Leihfrist einigten sich der VfB Stuttgart und Hannover 96 über einen Wechsel Élsons zu den Niedersachsen. Élson sollte einen Zweijahresvertrag in Hannover unterzeichnen. Aufgrund eines angeblich nicht ausreichenden Ergebnisses der abschließenden sportärztlichen Untersuchung gab Hannover 96 jedoch am 22. Juli 2010 bekannt, den Vertrag zum jetzigen Zeitpunkt nicht in Kraft treten zu lassen. Nach Angaben des VfB Stuttgart verlief die Reha von Élson nach der Verletzung, die er sich in der vorigen Saison in Hannover zuzog, jedoch planmäßig. Am 1. Dezember 2010 gab Élson gegen den BSC Young Boys in der Europa League sein Comeback für den VfB Stuttgart. Nach der Saison 2010/11 verließ Élson den VfB Stuttgart.

### FK Rostow
Zur Saison 2011/2012 wechselte Élson nach Russland zum FK Rostow. Dort erhielt er einen Vertrag bis zum 31. Dezember 2013. Sein Debüt für das russische Erstligateam gab er am 6. August 2011 unter Sergei Balakhnin bei einem 1:0-Sieg bei Wolga Nischni Nowgorod. Er schaffte es aber nicht zum Stammspieler und spielte keine der 16 absolvierten Partien während seiner Premierensaison durch. Auch auf ein Tor wartete der Brasilianer vergebens, lediglich eine Vorlage gelang ihm im November 2011. Im Juli 2012 wurde sein Vertrag aufgelöst, daraufhin war er ein knappes halbes Jahr vereinslos.

### Rückkehr Brasilien
Im Januar 2013 konnte sich der brasilianische Zweitligaaufsteiger Criciúma EC die Dienste des Fußballers sichern. Danach tingelte Élson bis 2017 noch durch unterklassige Klubs, dann beendete er seine aktive Laufbahn.

## Erfolge
Palmeiras
- SérieB: 2003

Criciúma
- Staatsmeisterschaft von Santa Catarina: 2013